# Lövspröding
Lövspröding (Psathyrella pseudocorrugis) är en svampart som först beskrevs av Henri Romagnesi, och fick sitt nu gällande namn av Marcel Bon 1983. Lövspröding ingår i släktet Psathyrella och familjen Psathyrellaceae.  Arten är reproducerande i Sverige. Inga underarter finns listade i Catalogue of Life.